# Comuna de Potok Górny
Potok Górny (polaco: Gmina Potok Górny) é uma gminy (comuna) na Polónia, na voivodia de Lublin e no condado de Biłgorajski. A sede do condado é a cidade de Potok Górny.
De acordo com os censos de 2006, a comuna tem 5.552 habitantes, com uma densidade 50 hab/km².

## Área
Estende-se por uma área de 111,16 km², incluindo:
- área agricola: 68%
- área florestal: 27%

## Demografia
Dados de 30 de Junho 2004:
|                      | Total   | Total | Mulheres | Mulheres | Homens  | Homens |
| -------------------- | ------- | ----- | -------- | -------- | ------- | ------ |
|                      | pessoas | %     | pessoas  | %        | pessoas | %      |
| População            | 5679    | 100   | 2822     | 49,7     | 2857    | 50,3   |
| Densidade (pop./km²) | 51,2    | 100   | 25,4     | 25,4     | 25,8    | 25,8   |

De acordo com dados de 2002, o rendimento médio per capita ascendia a 1293,9 zł.

## Subdivisões
- Dąbrówka, Jasiennik Stary, Jedlinki, Kolonia Malennik, Lipiny Dolne, Lipiny Górne-Borowina, Lipiny Górne-Lewki, Naklik, Potok Górny, Szyszków, Zagródki.

## Comunas vizinhas
- Biszcza, Harasiuki, Krzeszów, Kuryłówka